# Philip Burger
Pour les articles homonymes, voir Burger.
Pas d'image ? Cliquez ici

a Compétitions nationales et continentales officielles uniquement.

b Matchs officiels uniquement.
Dernière mise à jour le 9 août 2019.
Philip Boshoff Burger, né le 28 août 1980 à Pretoria, est un joueur sud-africain de rugby à XV qui évolue au poste d'arrière et d'ailier  au sein de l'effectif des Free State Cheetahs, (1,86 m pour 85 kg).

## Biographie
Après avoir rejoint le club français de l'USA Perpignan, il est libéré de son contrat en novembre 2010 et retourne en Afrique du Sud.

## Palmarès

### En club
- Free State Cheetahs
  - Vainqueur de la Currie Cup en 2006

- USA Perpignan
- Vainqueur du Championnat de France en 2009

### Distinctions personnelles
- Meilleur marqueur d'essais de la Currie Cup en 2006 (15 essais)